# 5931 Zhvanetskij
5931 Zhvanetskij eller 1976 GK3 är en asteroid i huvudbältet som upptäcktes den 1 april 1976 av den rysk-sovjetiske astronomen Nikolaj Tjernych vid Krims astrofysiska observatorium på Krim. Den har fått sitt namn efter Mikhail Zhvanetsky.
Asteroiden har en diameter på ungefär 20 kilometer. Den tillhör och har givit namn åt asteroidgruppen Zhvanetskij.